# Escuela de campeones
Escuela de campeones es una película argentina en blanco y negro, dirigida por Ralph Pappier, con guion del conocido poeta de tango Homero Manzi y Carlos Orlando. Fue protagonizada por Jorge Rigaud, Silvana Roth, Pedro Quartucci y Enrique Muiño. Estrenada el 19 de diciembre de 1950, en Buenos Aires.

## Sinopsis
Es la reconstrucción de la historia del Colegio Buenos Aires English High School y del legendario club Alumni, integrado por sus alumnos, que dominó el fútbol argentino en la primera década del siglo XX y de su presidente, el escocés  Alejandro Watson Hutton (Jorge Rigaud), primer presidente de la Asociación del Fútbol Argentino, considerado como el padre del fútbol argentino.

## Actores
- Jorge Rigaud... Alejandro Watson Hutton
- Silvana Roth
- Pedro Quartucci
- Enrique Chaico
- Carlos Enríquez
- Héctor Coire
- Gustavo Cavero
- Pablo Cumo
- Enrique Muiño, Domingo Faustino Sarmiento
- Pablo Cumo (hijo)
- Emilio De Grey
- Hugo Mugica
- Eduardo Ferraro
- Francisco Ferraro
- Pepito Petray
- Marcos Zucker
- Warly Ceriani
- Oscar Villa
- Saúl Jarlip
- Jorge Villoldo
- Santiago Rebull
- Manuel Alcón
- Rita Montero
- Serafín Paoli
- Max Citelli
- Vicente Forastieri
- Eduardo de Labar
- Ángel Boffa

## Premios
Por este filme la Academia de Artes y Ciencias Cinematográficas de la Argentina le otorgó a Abel López Chas el premio Cóndor Académico a la mejor escenografía de 1950. También recibió en 1951 el premio Cóndor de Plata a la mejor película.